# Rubén Wolkowyski
Rubén Wolkowyski (Juan José Castelli, 30 september 1973) is een Argentijns voormalig basketballer.

## Carrière
Hij begon zijn professionele loopbaan bij de basketbalclub Kilmes uit Mar del Plata. Hij debuteerde in de nationale competitie van Argentinië in het seizoen 1993/1994. Van 1993 tot 2000 was hij een regelmatige deelnemer aan de Argentijnse All-Star Game. Alleen 1994 ontbrak en in 1996 werd hij uitgeroepen tot Meest Waardevolle Speler van de All-Star Game. Herhaaldelijk eindigde hij met de beste rebounding en geblokkeerde schoten onder de kampioenschapsspelers. In 1997 verhuisde hij naar Boca Juniors, twee jaar later naar Estudiantes de Olavarria. In het seizoen 1999/2000 hielp hij de club het Argentijnse kampioenschap te winnen en werd hij verkozen tot meest waardevolle speler van het reguliere seizoen en de finalereeks.
In 2000 verhuisde hij naar de Verenigde Staten en tekende bij de NBA-club Seattle SuperSonics. Hij slaagde er niet in het te maken in de NBA en had een onopmerkelijk seizoen in Seattle, waarin hij slechts 34 wedstrijden speelde. Voor het begin van het seizoen 2001/2002 tekende hij bij de Dallas Mavericks, maar hij werd uit het team gehaald voor hij minstens één wedstrijd kon spelen. Daarna keerde hij terug naar Kilmes waar hij de rest van het jaar speelde. In januari 2002 tekende hij een contract bij PBK CSKA Moskou, waarvoor hij tot het einde van het seizoen speelde. In de zomer van 2002 keerde hij terug naar de NBA en tekende een eenjarig contract bij de Boston Celtics. Hij speelde minder dan hij in Seattle had en werd in januari 2003 na zeven gespeelde wedstrijden afgezwaaid.
In februari 2003 verhuisde hij naar de Spaanse club TAU Ceramica, waarvoor hij tot het einde van het seizoen speelde. In het seizoen 2003/2004 bracht hij door bij het Griekse "Olympiakos". In de zomer van 2004 tekende hij een contract bij het Russische Chimki en speelde daar tot 2007. In september 2007 speelde hij voor het Poolse Prokom, de rest van het seizoen 2007/2008 bracht hij door bij de Italiaanse club Scafati. In het seizoen 2008/2009 speelde hij voor de Uruguayaanse club Bihua, in 2009 speelde hij kort voor de Puerto Ricaanse club Atleticos San Herman. Hij keerde daarna terug naar Argentinië en speelde voor de lokale clubs Deportivo Libertad, Union Formosa, Sarmiento de Resistencia en Kilmes voordat hij zijn carrière in 2015 beëindigde.

## Nationale ploeg
Van 1990 tot 1991 speelde hij voor het Onder-18 team en nam deel aan de Pan-Amerikaanse Spelen, waar hij in 1990 Zuid-Amerikaans kampioen werd en in 1991 de bronzen medaille won op het Wereldkampioenschap Onder-18. In 1992-1993 speelde hij voor het Onder-22 team. Daarmee speelde hij op de Zuid-Amerikaanse kampioenschappen in 1993 en de Wereldkampioenschappen in 1993, en de ploeg won ook de Pan-Amerikaanse Spelen in 1993.
hij werd lid van de Argentijnse nationale mannenploeg en begon in 1994 met internationale toernooien. Hij speelde in de Goodwill Games van 1994 en 1998, de Wereldkampioenschappen van 1994 en 1998, en de Olympische Spelen van 1996. De Argentijn won het basketbaltoernooi van de Pan-Amerikaanse Spelen in 1995, won zilver op de Zuid-Amerikaanse kampioenschappen in 1995, brons op de kampioenschappen van 1999 en pakte goud in 2001. In 2002 won hij met de nationale ploeg de zilveren medaille op het Wereldkampioenschap, in 2004 werd hij Olympische kampioen.

## Erelijst
- 1x Argentijns landskampioen: 2000
- 1x Pan-Amerikaans clubkampioenschap: 2000
- 1x Zuid-Amerikaans clubkampioenschap: 2008
- Olympische Spelen: 1x
- Wereldkampioenschap: 1x
- FIBA AmeriCup: 1x , 2x , 1x
- Pan-Amerikaanse Spelen: 1x